# Piper prianamense
Piper prianamense är en pepparväxtart som beskrevs av C. Dc.. Piper prianamense ingår i släktet Piper och familjen pepparväxter. Inga underarter finns listade i Catalogue of Life.